# Presentación (sociedad)
La presentación es un acto por el que se da a conocer una persona a otra, generalmente, a través de un tercero. El acto de la presentación se produce cuando una persona conocedora de las otras dos indica el nombre o título de la otra a cada una de ellas. No obstante, también es posible presentarse a un desconocido de forma espontánea sin necesidad de la mediación de otra persona.
Después de la presentación se produce el saludo que puede realizarse por medio de una frase cortés, un apretón de manos o un par de besos, en función del nivel de confianza o la edad de los intervinientes. Otra forma de saludo ya en desuso salvo en actos protocolarios, es el besamanos y, hacia los miembros de la familia real, la reverencia. 
El protocolo indica que en una presentación se debe nombrar primero a la persona de menor posición o edad y al hombre antes que a la mujer. Sin embargo, el orden de los saludos es el inverso debiendo tomar la palabra primero la persona de más rango o edad y la mujer antes que el hombre.